# Contea aborigena di Pormpuraaw
La contea aborigena di Pormpuraaw è una Local Government Area che si trova nel Queensland. Si estende su una superficie di 4.662 chilometri quadrati e ha una popolazione di 662 abitanti. La sede del consiglio si trova a Pormpuraaw.